# Distrito Escolar Independiente de Anthony

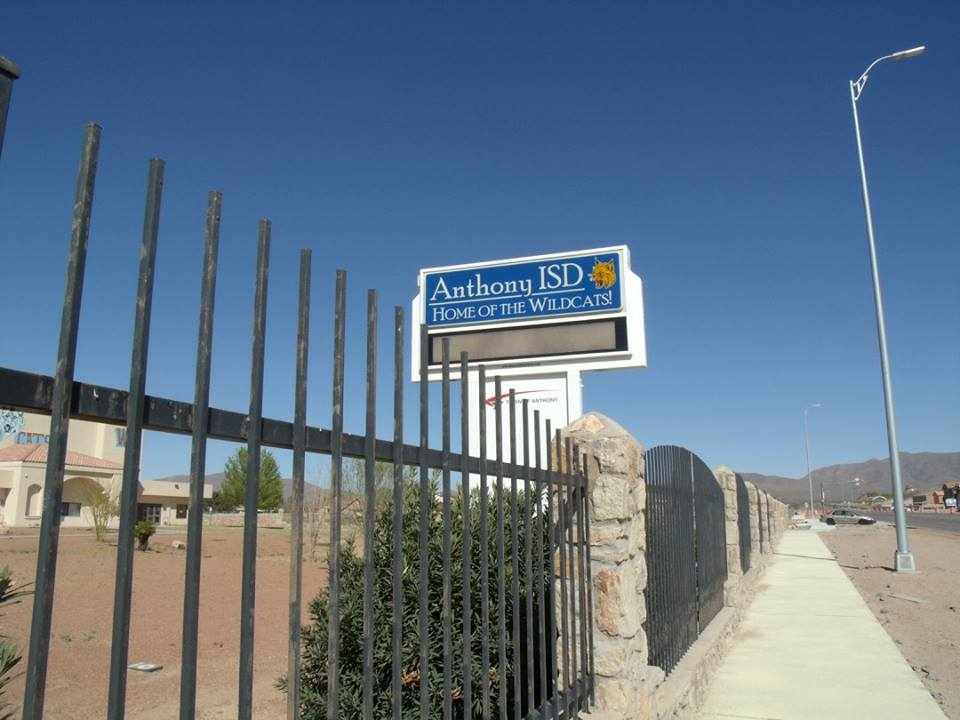
Letrero del distrito

El Distrito Escolar Independiente de Anthony (Anthony Independent School District, AISD) es un distrito escolar de Texas. Tiene su sede en Anthony.
En el año escolar 2012-2013 el distrito tenía 847 estudiantes. Gestiona una escuela primaria (PK-5), una escuela media (6-8), y una escuela preparatoria (high school; 9-12).